# Klaus Bittner
Klaus Bittner (Görlitz, 23 ottobre 1938) è un ex canottiere tedesco.

## Palmarès

### Olimpiadi
- 2 medaglie[1]:
  - 1 oro (Roma 1960 nell'otto)
  - 1 argento (Tokyo 1964 nell'otto)

### Europei
- 4 medaglie[2]:
  - 4 ori (Mâcon 1959 nell'otto; Praga 1961 nel quattro senza; Copenaghen 1963 nel quattro con; Amsterdam 1964 nell'otto)